# Fernando Kallás
Fernando Kallás (Rio de Janeiro, 1978) é um jornalista brasileiro.
É correspondente da Reuters em Madri, Espanha. Também é comentarista esportivo e correspondente do programa Redação SporTV. 

## Carreira
Anteriormente trabalhou na produção do Rock in Rio III e no departamento de mídia e informação da ONU no Oriente Médio, em Beirute, onde também foi correspondente da BBC Brasil.
Na TV Globo, já fez parte das equipes do RJTV, SporTV e Globonews. Foi comentarista de MMA e repórter dos canais de tv por assinatura SporTV e Combate
Foi editor sênior da Agência EFE de notícias.
Em outubro de 2008, ele foi o primeiro jornalista da TV brasileira a entrevistar com exclusividade o presidente da maior organização de MMA do mundo, o UFC, o empresário Dana White. A entrevista, feita na Inglaterra durante o UFC 89, foi ao ar no programa de artes marciais Sensei SporTV.
Outra exclusiva do jornalista foi a entrevista com o lutador russo, Fedor Emelianenko, capa da revista Tatame de abril de 2009.
Atuou como apresentador e mestre de cerimônia em eventos de lutas.
Em agosto de 2010, criou a Rádio PVT, primeiro podcast de MMA do Brasil, em parceria com os jornalistas Marcelo Alonso e Gleidson Venga, do Portal do Vale Tudo.
Se mudou pra Madrid e atuou como editor de Futebol Internacional do jornal AS. Depois, passou a ser correspondente na agência Reuters.